# Iriga
Der Mount Iriga liegt in der Provinz Camarines Sur, der Halbinsel Bicol, auf der Insel Luzon in den Philippinen.
Er ist ein 1143 m hoher Schichtvulkan, der derzeit als nicht aktiv gilt. Sein Basisdurchmesser wird mit zehn Kilometer angegeben. Das Gestein wird als Porphyritisches Augit-Andesit bezeichnet. Um den Iriga gruppieren sich die drei Seen Buhi, Bato und Baao.
Es sind zwei Eruptionen aufgezeichnet worden, im Jahr 1628 und am 4. Januar 1642, seitdem ruht der Vulkan.